# لاونیا تینای
لاونیا تینای (انگلیسی: Lavenia Tinai؛ زادهٔ ۷ سپتامبر ۱۹۹۰) بازیکن راگبی ۷ نفره اهل فیجی است.